# Carl Henrik Bjørseth
Carl Henrik Bjørseth, född den 8 februari 1968, är en norsk orienterare som tog silver på långdistans vid VM 1999 samt silver i stafett och brons på långdistans vid VM 2001.